# Development
Development es el tercer álbum de la banda de Nu metal Nonpoint, también siendo su último álbum lanzado junto a MCA Records.

## Lista de canciones
Todas las canciones escritas por Nonpoint
| N.º | Título               | Duración |  |
| 1.  | «Development»        | 3:27     |  |
| 2.  | «Circles»            | 3:30     |  |
| 3.  | «Your Signs»         | 3:29     |  |
| 4.  | «Normal Days»        | 4:04     |  |
| 5.  | «My Own Sake»        | 3:36     |  |
| 6.  | «Hands»              | 4:01     |  |
| 7.  | «Excessive Reaction» | 2:51     |  |
| 8.  | «Mountains»          | 4:05     |  |
| 9.  | «Any Advice?»        | 3:29     |  |
| 10. | «Hide and Seek»      | 3:05     |  |
| 11. | «Get Inside»         | 2:54     |  |
| 12. | «Mint»               | 4:24     |  |

## Créditos
Miembros
- Elías Soriano - voz
- Robbie Rivera - batería
- Ken MacMillan - bajo
- Andrew Goldman - guitarra, coros

Producción
- Jason Bieler - productor (junto Nonpoint), ingeniero de sonido
- Keith Rose - ingeniero de sonido